# Anne Libert
Anne Libert (21 luglio 1946) è un'attrice belga, attiva soprattutto in Francia.

## Biografia
Figlia dello scrittore belga Jean Libert (1913 - 27 dicembre 1995), prolifico autore di romanzi gialli insieme a Gaston Van Denpahuyse con lo pseudonimo collettivo di Jean Gaston Vandel e da solo con lo pseudonimo di Paul Kenny, fu scoperta da Jesús Franco che le assegnò uno dei ruoli da protagonista in Une vierge chez les morts vivants (1971).
Sul set di questo film fu vista dal produttore francese Robert de Nesle che, conquistato dalla sua bellezza elegante e misteriosa, ne fece una attrici principali della sua compagnia. Fino a tutto il 1972, Anne Libert fu dunque una presenza costante nelle numerose pellicole di Franco prodotte dalla Comptoir Français du Film Production.
La sua carriera proseguì fino alla fine degli anni settanta in una serie di film erotici. Prese parte anche a due film di Claude Lelouch: Il gatto, il topo, la paura e l'amore e La fabbrica degli eroi. Le sue ultime apparizioni furono alla televisione francese. Secondo Franco, la sua carriera fu stroncata da un produttore italiano che la costrinse a tingersi sei volte i capelli per renderla bionda, facendoglieli cadere. Dopo un periodo di depressione, Anne Libert si è felicemente sposata, abbandonando definitivamente il cinema.
È nota anche come Ann Libert.

## Filmografia
- Une vierge chez les morts vivants di Jesús Franco (1971)
- Robinson und seine Wilden Sklavinnen di Jesús Franco (1971)
- Dracula prisonnier de Frankenstein di Jesús Franco (1971)
- Los amantes de la isla del diablo di Jesús Franco (1972)
- La fille de Dracula di Jesús Franco (1972)
- Les expériences érotiques de Frankenstein di Jesús Franco (1972)
- Les démons di Jesús Franco (1972)
- Les èbranlées di Jesús Franco (1972)
- Le journal intime d'une nymphomane di Jesús Franco (1972)
- Hausfrauen Report international di Ernst Hofbauer (1972)
- Les bananes mécaniques di Jean-François Davy (1973)
- Erica... un soffio di perversa sessualità di José María Forqué (1973)
- Les confidences érotiques d'un lit trop accueillant di Michel Lemoine (1973)
- Prenez la queue comme tout le monde di Jean-François Davy (1973)
- Charlie et ses deux nénettes di Joël Séria (1973)
- Club privé pour couples avertis di Max Pécas (1973)
- Les charnelles di Claude Mulot (1974)
- Les ardentes di Henri Sala (1974)
- Le plumard en folie di Jacques Lemoine (1974)
- Come divenni primo ministro di Jean-François Davy (1974)
- Serre-moi contre toi, j'ai besoin de caresses di Raoul André (1974)
- Les couples du Bois de Boulogne di Christian Gion (1974)
- Y'a un os dans la moulinette di Raoul André (1974)
- La kermesse érotique di Raoul André (1974)
- Le rallye des joyeuses di Serge Korber (1974)
- Le sexe à la barre di Georges Cachoux (1975)
- Hard Love di Serge Korber (1975)
- La villa di Alain Nauroy (1975)
- Il gatto, il topo, la paura e l'amore di Claude Lelouch (1975)
- La fabbrica degli eroi di Claude Lelouch (1976)
- Drôles de zèbres di Guy Lux (1977)
- Lulù la sposa erotica (Lola 77) di Paolo Moffa (1977)
- Sechs Schwedinnen im Pensionat di Erwin C. Dietrich (1979)
- Le Rembrandt de Verrières film per la TV di Pierre Goutas (1981)
- Ça va faire mal! di Jean-François Davy (1982)

### Serie TV
- Inchiesta a quattro mani (Un juge, un flic), episodio Mort en stock (1979)
- Le vérificateur, episodio Bilan d'une idole (1979)